# Notre-Dame-de-la-Visitation (Heckenransbach)

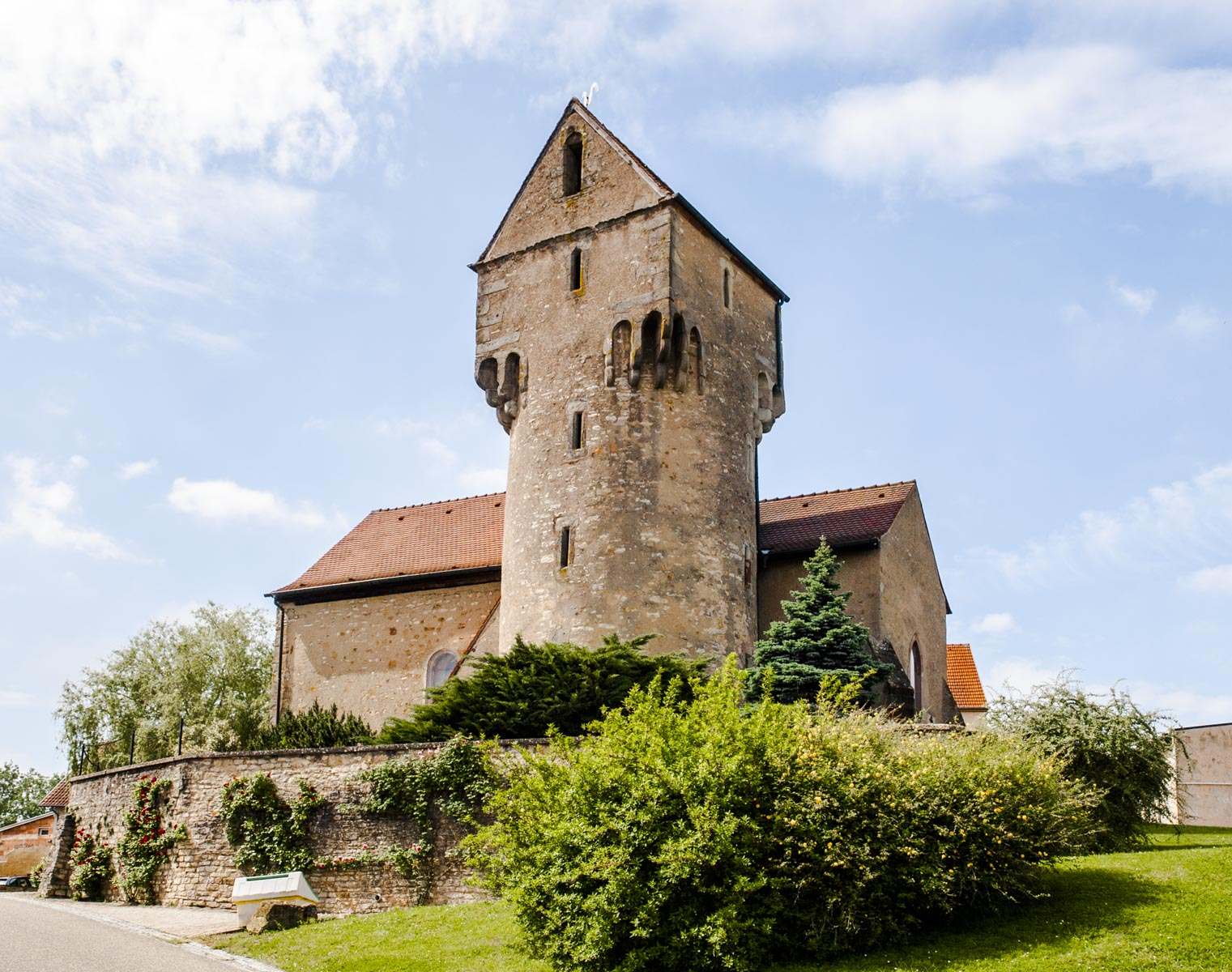
Die Kirche Notre-Dame-de-la-Visitation in Heckenransbach

Die römisch-katholische Kirche Notre-Dame-de-la-Visitation (Mariä Heimsuchung) befindet sich in Heckenransbach, einem Ortsteil von Ernestviller im Departement Moselle in Frankreich. Die Kirche ist seit 1930 als Monument historique klassifiziert.

## Geschichte
Heckenransbach wurde zum ersten Mal im Jahr 796 in den Besitzungen der Abtei Hornbach erwähnt, im 12. Jahrhundert erwarb die Abtei Wadgassen dort Besitz. Die 1141 erwähnte Pfarrei Heckenransbach wurde 1196 durch Bischof Betram von Metz dem Patronat der Abtei Wadgassen unterstellt.
Ältester Teil der Kirche ist der auf das 12. Jahrhundert zurückgehende Wehrturm im Winkel zwischen Langhaus und Rechteckchor, der in gotischer Zeit errichtet wurde. Der Wehrturm wurde um 1400 ausgebaut und trägt ein Satteldach. Das Langhaus der Kirche wurde um 1780 umgebaut und besitzt barockisierende Fensteröffnungen.